# Allygus dzhungaricus
Allygus dzhungaricus är en insektsart som beskrevs av Mitjaev 1971. Allygus dzhungaricus ingår i släktet Allygus och familjen dvärgstritar. Inga underarter finns listade i Catalogue of Life.